# Đài tưởng niệm Sư đoàn bộ binh số 27 của Volhynia
Đài tưởng niệm Sư đoàn bộ binh số 27 của Volhynia nằm ở Skwerze Wołyńskim (Quảng trường Volyn) bên cạnh đại lộ chính Trasa Armii Krajowej ở phía bắc Warsaw. Nó kỷ niệm sự đóng góp của Sư đoàn Bộ binh 27 của Armia Krajowa trong Thế chiến II, đặc biệt là chiến đấu với Quân đội nổi dậy Ukraine vào thời điểm xảy ra vụ thảm sát Volhynia.
Đài tưởng niệm được thiết kế bởi nhà điêu khắc Kazimierz Danilewicz (người sinh ra ở Volhynia). Nó được công bố vào ngày 12 tháng 9 năm 1993. Tượng đài có hình dạng như một thanh kiếm đá lớn.
Vào này 13 tháng 7 năm 2003 một tập hợp 11 cột "nến"  đá  được khánh thành, kỷ niệm tử đạo người Ba Lan từ 11 quận của Volhynia 11 quận, các nạn nhân của cuộc thảm sát Volhynia. Mỗi cột có một huy hiệu và tên của một quận từ Volhynia. Các cột được kết thúc bằng một "bấc" - các cột được chiếu sáng từ bên dưới với ánh sáng ẩn trong vỉa hè.
Bên phải tượng đài là bức tượng bán thân của Tướng Jan Wojciech Kiwerski, một thủ lĩnh của sư đoàn bộ binh, người đã chết trong chiến tranh.

## Hình ảnh

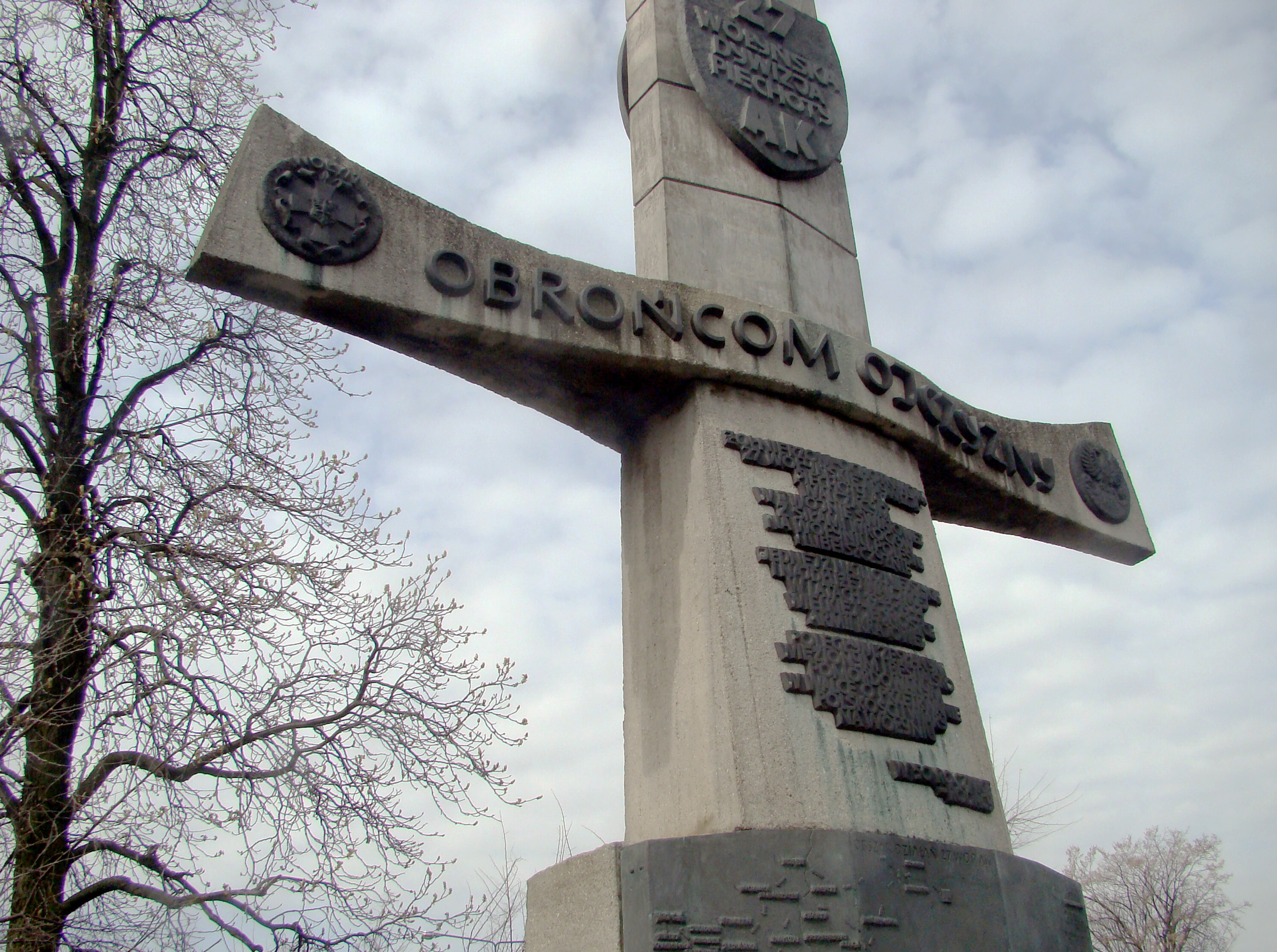
Quang cảnh tượng đài
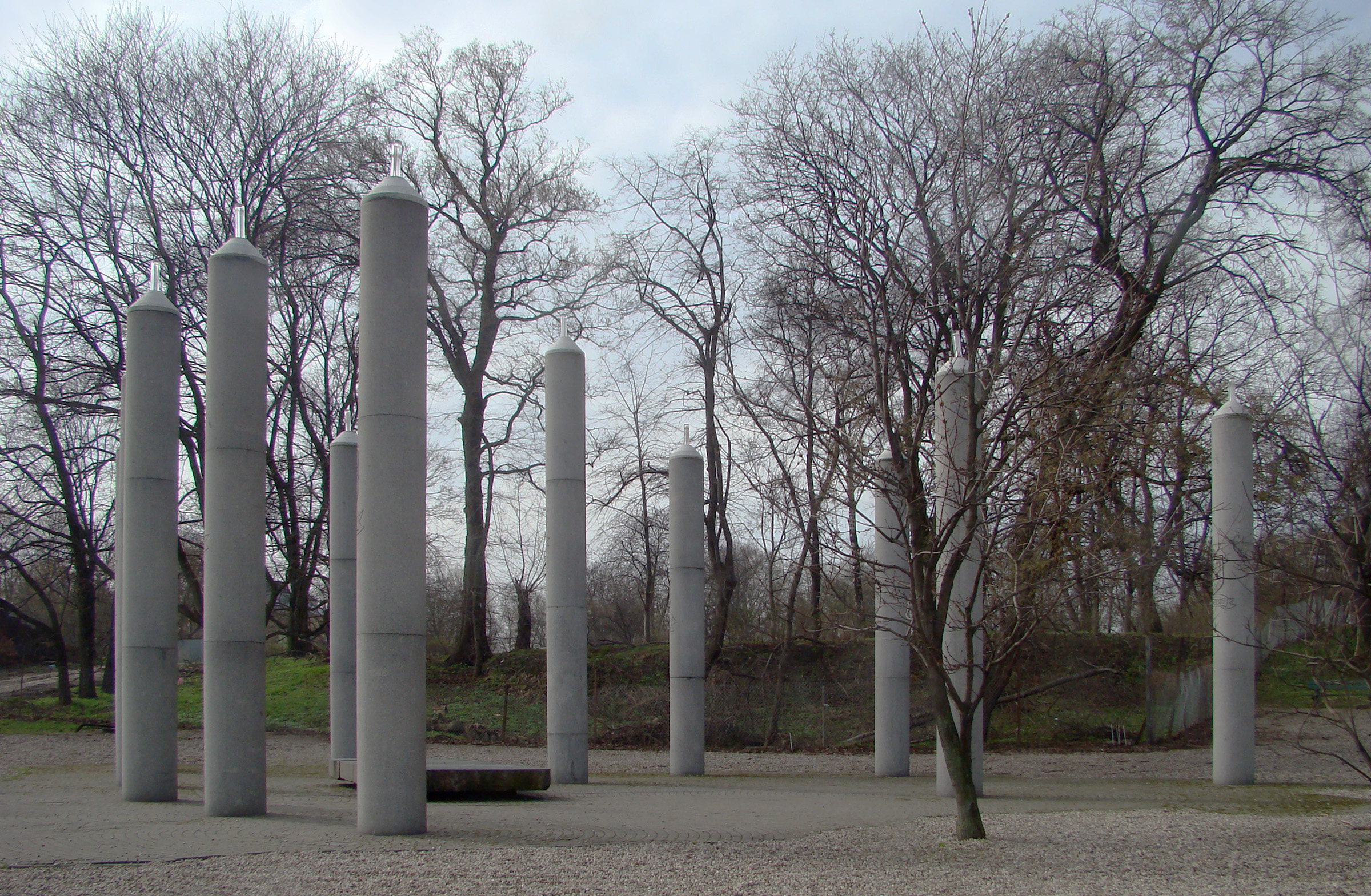
Quang cảnh các cột tưởng niệm các nạn nhân tại Volhynia
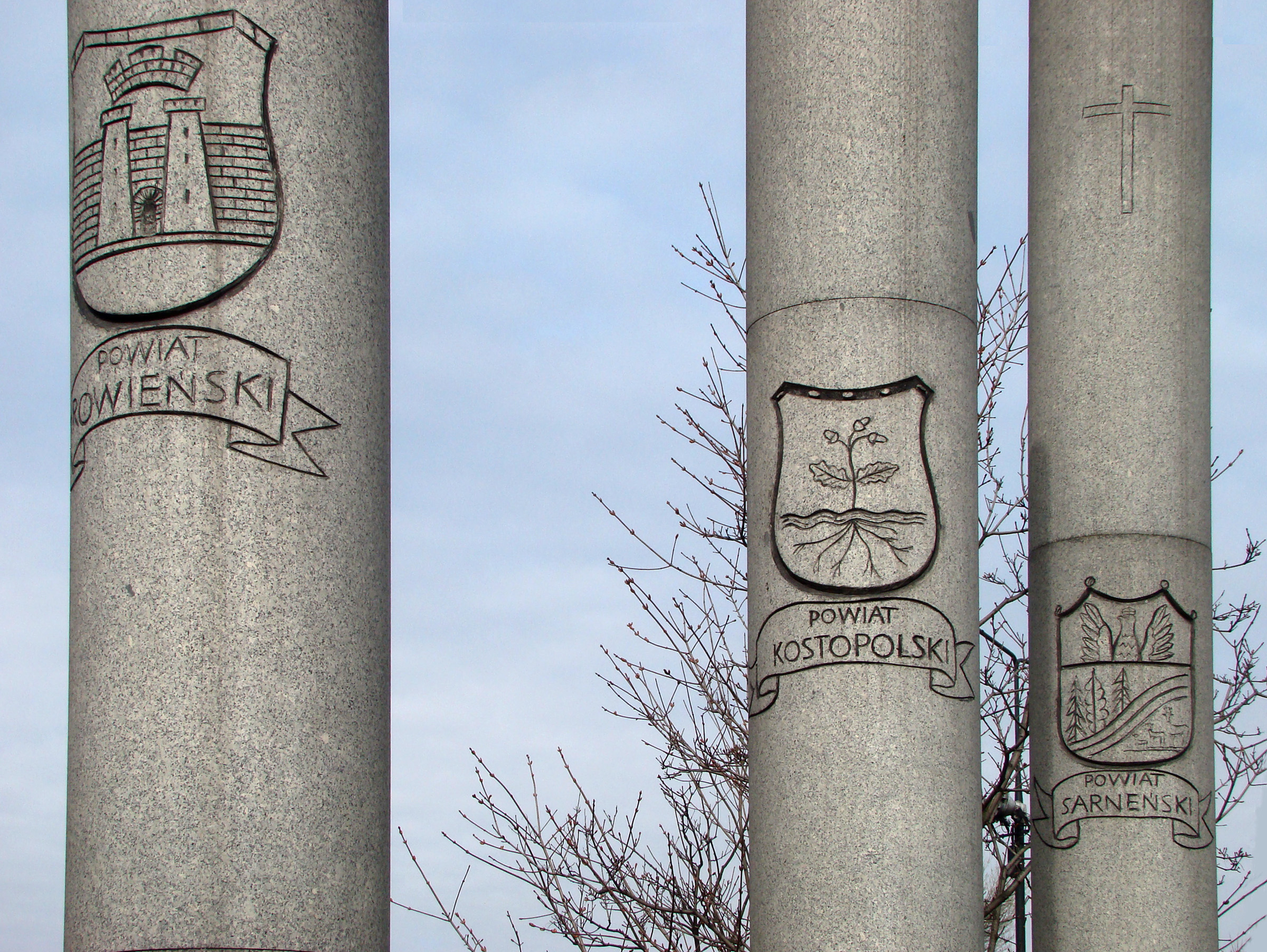
Cận cảnh các cột
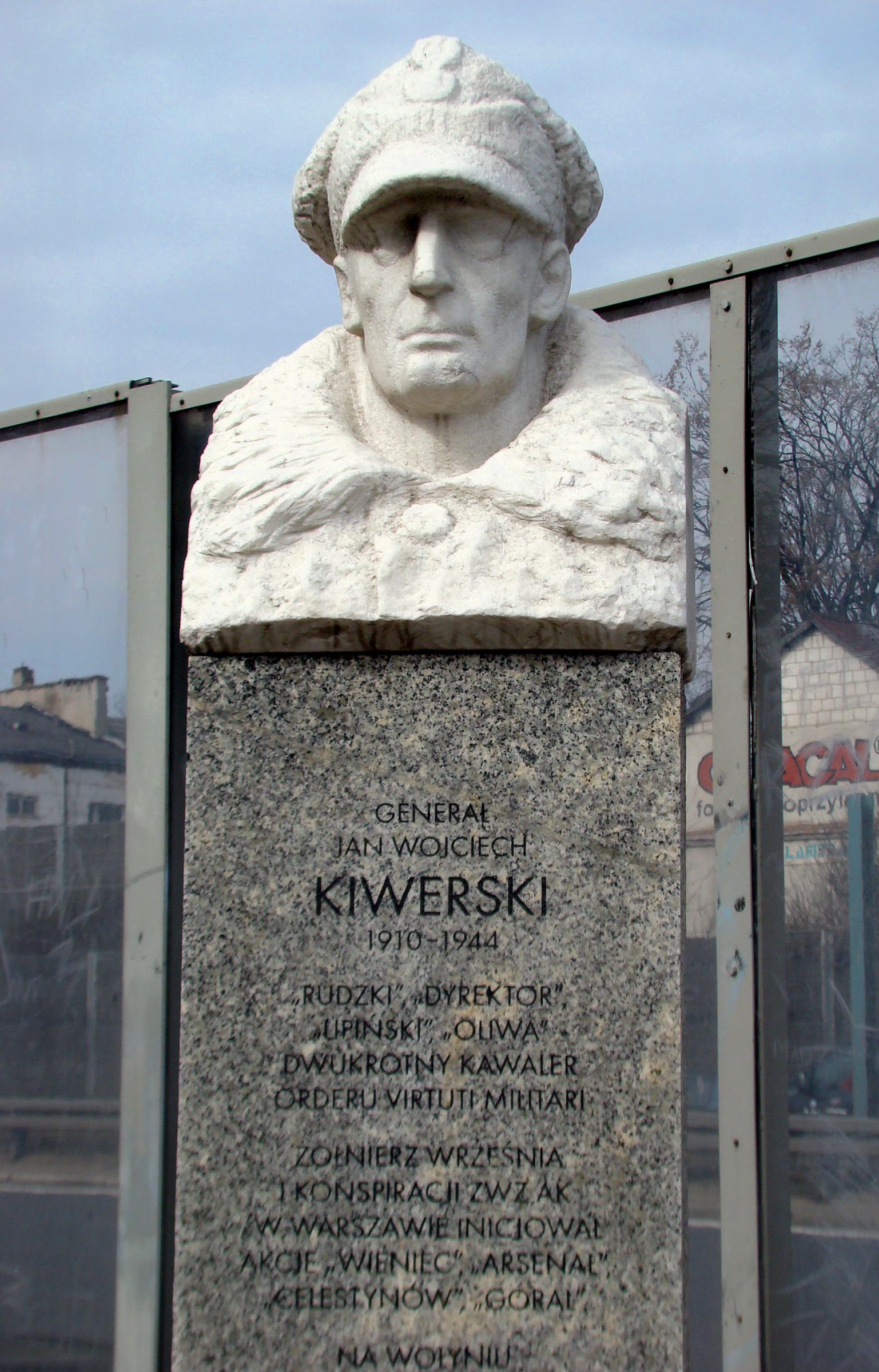
Bức tượng bán thân của tướng Jan Wojciech Kiwerski